# Tanum (đô thị)
Đô thị Tanum (Tanums kommun) là một đô thị ở hạt Västra Götaland ở phía tây Thụy Điển. Thủ phủ nằm ở thị xã Tanumshede.
Đô thị hiện tại đã được lập năm 1971 thông quan việc hợp nhất 3 đơn vị cũ. Trước cuộc cải cách năm 1952, số đơn vị trong khu vực này là 7.
Các chạm khắc đá tại Tanum đã được UNESCO công nhận là di sản thế giới. Khu di sản này nằm quanh Tanumshede, với diện tích 18 km². 

## Thị xã
- Fjällbacka
- Hamburgsund
- Tanumshede
- Grebbestad
- Rabbalshede